# Gmina Pawłosiów
Die Gmina Pawłosiów ist eine Landgemeinde im Powiat Jarosławski der Woiwodschaft Karpatenvorland in Polen. Ihr Sitz ist das gleichnamige Dorf mit etwa 1900 Einwohnern.

## Gliederung
Zur Landgemeinde (gmina wiejska) Pawłosiów gehören folgende zehn Dörfer mit einem Schulzenamt (sołectwo):
Cieszacin Mały
Cieszacin Wielki
Kidałowice
Maleniska
Ożańsk
Pawłosiów
Szczytna
Tywonia
Wierzbna
Widna Góra